# Ligament de l'auricule
Les ligaments de l'auricule sont les ligaments qui constituent la syndesmose entre le cartilage de l'auricule et le crâne osseux.
Ils se répartissent entre les ligaments extrinsèques qui relient l'auricule à l'os temporal et les ligaments intrinsèques qui relient les cartilages de l'auricule entre eux.
Les ligament extrinsèques sont :
- le ligament auriculaire antérieur entre l’épine de l’hélix et du tragus et la racine du processus zygomatique de l’os temporal,
- le ligament auriculaire supérieur entre l’éminence de la conque et la partie squameuse de l’os temporal,
- le ligament auriculaire postérieur entre l’éminence de la conque et la  base du processus mastoïde de l’os temporal.

Les ligaments intrinsèques relient
- le tragus à l'hélix,
- l'antitragus à la queue de l'hélix.